# 8684 Reichwein
8684 Reichwein è un asteroide della fascia principale. Scoperto nel 1992, presenta un'orbita caratterizzata da un semiasse maggiore pari a 2,1657755 UA e da un'eccentricità di 0,0429315, inclinata di 1,23360° rispetto all'eclittica.